# Symmachia pena
Symmachia pena is een vlindersoort uit de familie van de prachtvlinders (Riodinidae), onderfamilie Riodininae.
Symmachia pena werd in 2007 beschreven door Hall, J & Lamas.